# Culcita coriacea
Culcita coriacea är en sjöstjärneart som beskrevs av Müller och Franz Hermann Troschel 1842. Culcita coriacea ingår i släktet Culcita och familjen Oreasteridae. Inga underarter finns listade i Catalogue of Life.